# جشنواره فیلم سیدنی
جشنواره فیلم سیدنی (به انگلیسی: Sydney Film Festival) یک جشنواره فیلم است که در ماه ژوئن هرسال در سیدنی استرالیا برگزار می‌شود. برگزاری این جشنواره، از سال ۱۹۵۴ آغاز شده و شامل فیلم‌های کوتاه، فیلم‌های مستند، فیلم‌های درام و انیمیشن است که از سال ۲۰۰۷ کارگردان برگزیده نیز انتخاب می‌شود.

## برندگان جایزه فیلم سیدنی
| سال  | فیلم                                                  | کارگردان                                              | ملیت                                                  |
| ---- | ----------------------------------------------------- | ----------------------------------------------------- | ----------------------------------------------------- |
| ۲۰۰۸ | گرسنگی                                                | استیو مک‌کوئین                                         | انگلستان                                              |
| ۲۰۰۹ | برانسون                                               | نیکلاس ویندینگ رفن                                    | دانمارک                                               |
| ۲۰۱۰ | تپش‌های قلب                                            | زاویه دولان                                           | کانادا                                                |
| ۲۰۱۱ | جدایی نادر از سیمین                                   | اصغر فرهادی                                           | ایران                                                 |
| ۲۰۱۲ | آلپ                                                   | یورگوس لانتیموس                                       | یونان                                                 |
| ۲۰۱۳ | فقط خدا می‌بخشد                                        | نیکلاس ویندینگ رفن                                    | دانمارک                                               |
| ۲۰۱۴ | دو روز، یک شب                                         | برادران داردن                                         | بلژیک                                                 |
| ۲۰۱۵ | شب‌های عربی                                            | میگل گومیس                                            | پرتغال                                                |
| ۲۰۱۶ | آکواریوس                                              | کلبر مندونسا فیلیو                                    | برزیل                                                 |
| ۲۰۱۷ | در جسم و روح                                          | ایلدیکو انیدی                                         | مجارستان                                              |
| ۲۰۱۸ | وارثین                                                | مارسلو مارتینسی                                       | پاراگوئه                                              |
| ۲۰۱۹ | انگل                                                  | بونگ جون-هو                                           | کره جنوبی                                             |
| ۲۰۲۰ | جشنواره به دلیل دنیاگیری کووید-۱۹ در استرالیا لغو شد. | جشنواره به دلیل دنیاگیری کووید-۱۹ در استرالیا لغو شد. | جشنواره به دلیل دنیاگیری کووید-۱۹ در استرالیا لغو شد. |
| ۲۰۲۱ | شیطان وجود ندارد                                      | محمد رسول‌اف                                           | ایران                                                 |
| ۲۰۲۲ | نزدیک                                                 | لوکاس دونت                                            | بلژیک                                                 |